# جيلكو جوليوفيتش
جيلكو جوليوفيتش هو لاعب كرة قدم صربي في مركز الهجوم، ولد في 3 أبريل 1998 في كرالييفو في صربيا. لعب مع رادنيتشكي 1923 ‏.

## وصلات خارجية
- جيلكو جوليوفيتش على موقع قاعدة بيانات كرة القدم.إي يو (الإنجليزية)
- جيلكو جوليوفيتش على موقع Soccerway.com (الإنجليزية)